# مبلغ مذهبی

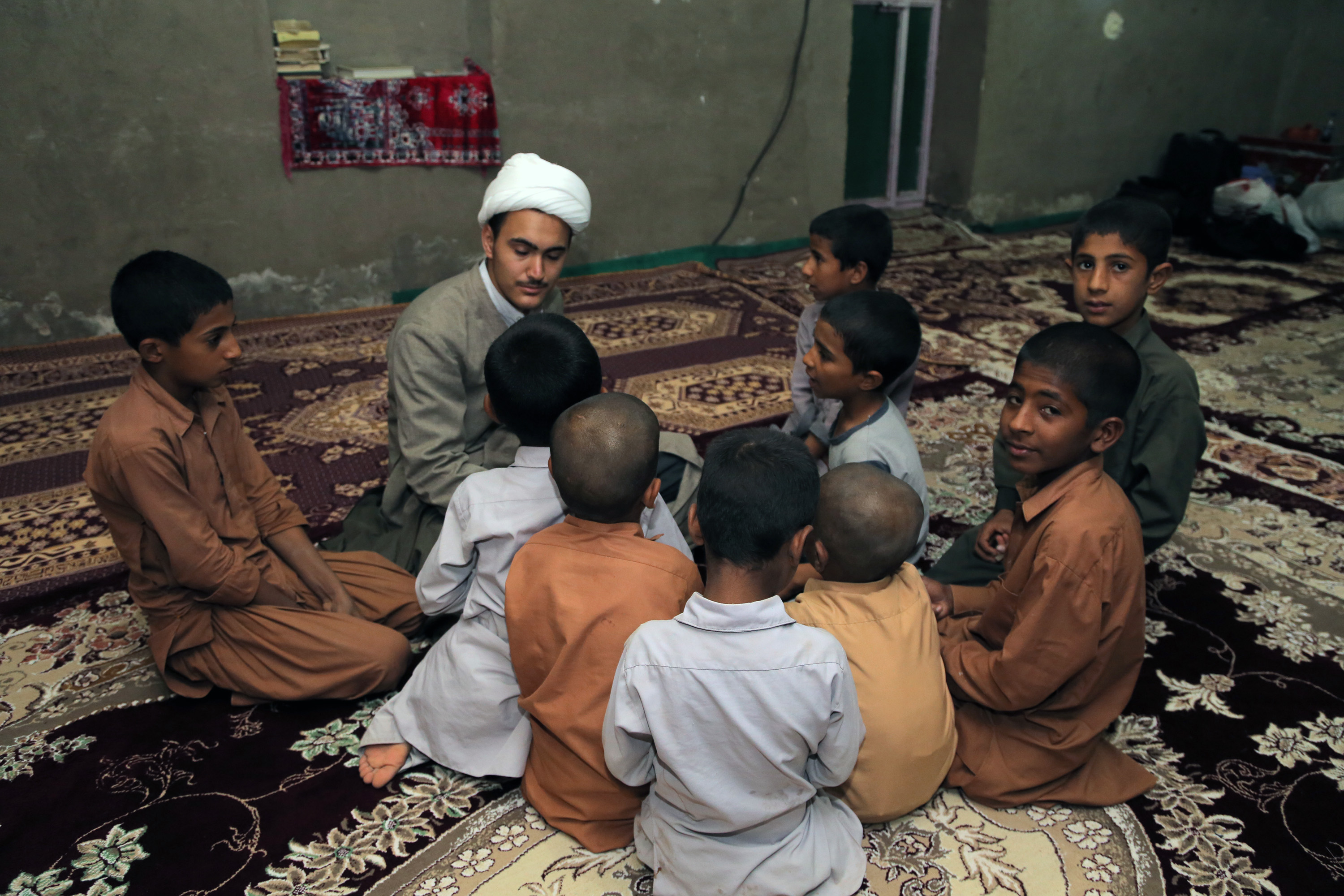
اعزام مبلغ های جوان مذهبی برای آموزش علوم دینی به نوجوانان در ایران (منطقه محروم جازموریان در جنوب کرمان، هم مرز با استان سیستان و بلوچستان)

میسیونر (به فرانسوی: Missionnaire)، مبلغ مذهبی یا داعی عضوی از یک گروه مذهبی است که به مناطق مختلف اعزام می‌شود برای تلاش به گرواندن و/یا انجام اعمال مذهبی ترویجی نظیر آموزش و پرورش، باسوادی، عدالت اجتماعی، مراقبت سلامتی و توسعه اقتصادی. واژهٔ میسیون نشأت گرفته از سال ۱۵۹۸ است که انجمن عیسی اعضای خود را به خارج فرستادند و مشتق از واژهٔ لاتین میسیونم missionem به معنای «فرستادن» است.

## نگارخانه

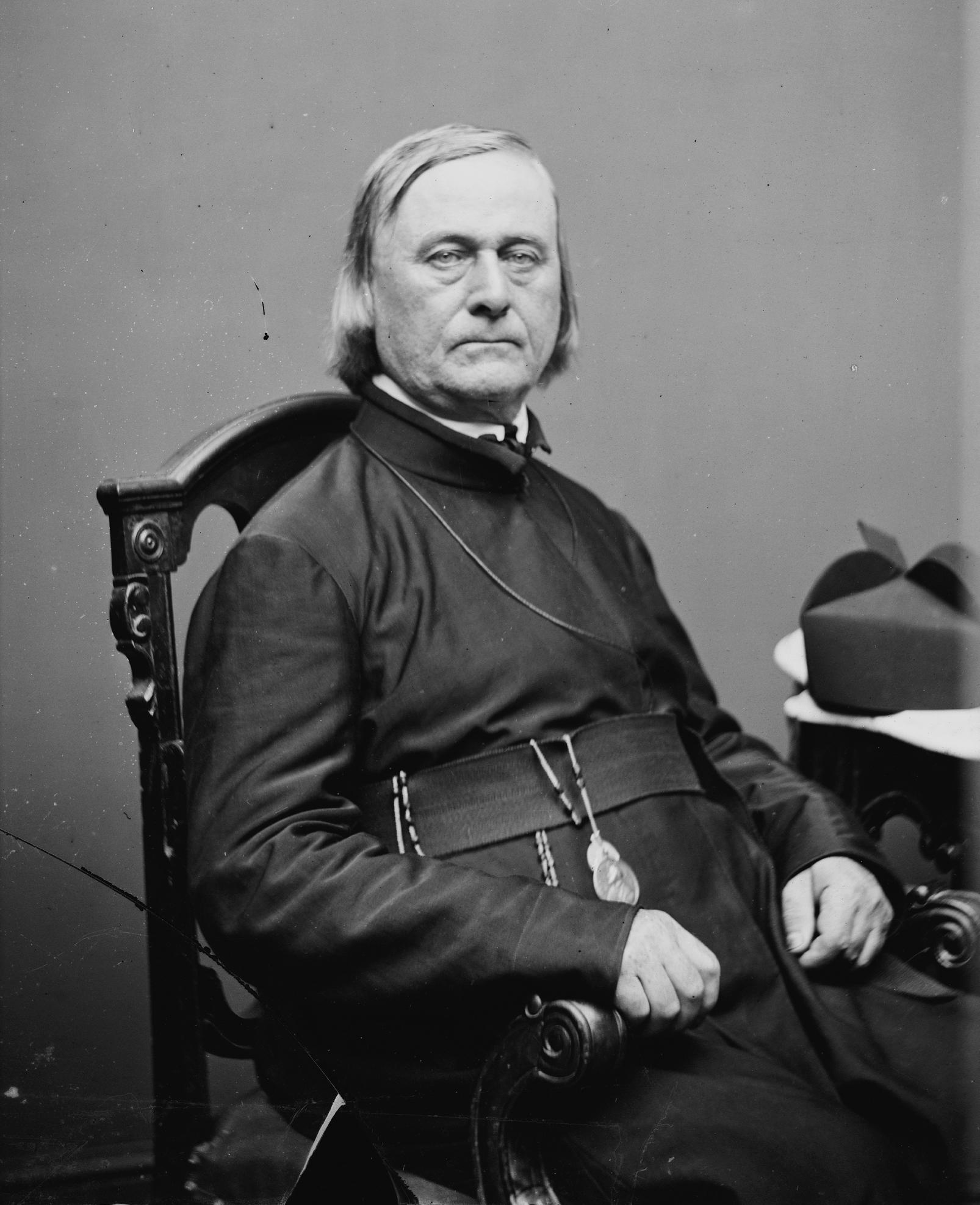
میسیونر بسیار مشهور، Pierre-Jean De Smet در قرن ۱۹ میلادی در میان بومیان آمریکا که با گاو نشسته دوستی و ارتباط خوبی داشت.